# Sammy (strip)
Sammy Is een Belgische stripreeks geschreven door Cauvin en getekend door Berck en vanaf 1994 (nummer 32) tot 2009 getekend door Jean-Pol. Deze humoristische strip werd vanaf 1970 gepubliceerd in stripblad Spirou / Robbedoes en werd vanaf 1973 in album uitgegeven bij uitgeverij Dupuis.
De strip gaat over de lijfwachten Sammy Day en zijn baas Jack Attaway, die in Chicago ten tijde van de drooglegging proberen aan de kost te komen en te overleven. Jack Attaway is moedig en doortastend maar gaat vaak ondoordacht te werk. Sammy is intelligent en soms spotziek. Vaste nevenpersonages zijn historische figuren Al Capone en Eliot Ness. Inspiratiebron was de televisiereeks The Untouchables.

## Albums
1. Oudjes voor de lijfwachten / Robots voor de lijfwachten
2. Rhum Row
3. El Presidente
4. Lijfwachten en bonkige boksers / Lijfwachten en spaghetti
5. De lijfwacht met acht poten
6. De lijfwachten zijn knetter
7. Lijfwacht in de kostschool
8. Lijfwachten en koning Dollar
9. Heibel in de woestijn
10. Lijfwachten en draculanten
11. Lijfwacht-verhalen
12. Het jeugdelixir
13. Het schroeifenomeen
14. Voetbal is oorlog
15. Lijfwachten in Hollywood
16. Ku-klux-klan
17. Baby's en blaffers
18. Paniek in het Vaticaan
19. Lijfwachten in de ring
20. Ma Attaway
21. Miss Kay
22. Opdracht voor een knekelman
23. De diva
24. Hoogspanning
25. De mandarijn
26. Crash in Wall Street
27. Een hondebaantje
28. Sigaretten en Whisky
29. Lijfwachten en malle meiden
30. Lijfwachten op hoge hakken
31. Foezel en blauwe bonen
32. Vriendendienst
33. Lijfwachten en apenstreken
34. Mae West
35. Lijfwachten op de dansvloer
36. Papy Day
37. Lady "O"
38. Lijfwachten in Parijs
39. Meiden zonder medelijden
40. Boy

### OKAY-reeks
- Lijfwachtverhalen (1973)

### Integrale reeksen
In 2021 begon Saga Uitgaven een integrale reeks van de hele serie, waarvan 10 delen gepland zijn. Behalve alle verhalen van de reeks, bevat elk boek ook een dossier met achtergrond over de reeks en de auteur, geschreven door Joris De Smet en David Steenhuyse.
| Nummer                               | Titel                      | Jaar                       | Verhalen |
| Door Berck en Raoul Cauvin           | Door Berck en Raoul Cauvin | Door Berck en Raoul Cauvin | Door Berck en Raoul Cauvin |
| ------------------------------------ | -------------------------- | -------------------------- | --- |
| 1                                    | 1970-1973                  | 2021                       | - Dodendans met lijfwachten - Liefjes en lijfwachten - Oudjes voor de lijfwachten - Lijfwacht en spaghetti - Lijfwacht en robots - Lijfwachten en bonkige boksers - Rhum Row |
| 2                                    | 1973-1975                  | 2021                       | - El presidente - De lijfwacht met acht poten - De lijfwachten zijn knetter - Lijfwachten en Koning Dollar - Drie korte bonusverhalen                                        |
| 3                                    | 1975-1978                  | 2022                       | - Lijfwacht in de kostschool - Heibel in de woestijn - Lijfwachten en Draculanten - Het jeugdelixir - Twee gags                                                              |
| 4                                    | 1978-1981                  | 2022                       | - Het schroeifenomeen - Zo'n leuk strandje! - Voetbal is oorlog - Vriendschap op losse schroeven - Lijfwachten in Hollywood - Oh, die dametjes toch… - Ku-Klux-Klan          |
| 5                                    | 1982-1985                  | 2023                       | - Baby's en blaffers - Paniek in het Vaticaan - Lijfwachten in de ring - Ma Attaway                                                                                          |
| 6                                    | 1986-1988                  | 2023                       | - Miss Kay - Opdracht voor een Knekelman - De diva - Hoogspanning |
| 7                                    | 1989-1991                  | 2024                       | - De mandarijn - Crash in Wall Street - Een hondenbaantje - Sigaretten en whisky                                                                                             |
| Door Berck, Jean-Pol en Raoul Cauvin |                            |                            | |
| 8                                    | 1992-1995                  | 2024                       | - Lijfwachten en malle meiden - Lijfwachten op hoge hakken - Foezel en blauwe bonen - Vriendendienst                                                                         |
| Door Jean-Pol en Raoul Cauvin        |                            |                            | |
| 9                                    | 1996-2000                  | 2025                       | - Lijfwachten en apenstreken - Mae West - Lijfwachten op de dansvloer - Papy Day                                                                                             |

De reeks is, in tegenstelling tot veel integrale reeksen, geen vertaling uit het Frans, maar een Nederlandstalig initiatief. In de jaren 1990 bracht Dupuis ook al een tiendelige integrale reeks uit onder de noemer Tout Sammy, maar die beperkte zich tot de verhalen van Berck.

## Trivia
- Sinds 1996 is er een muurschildering van Sammy in Hasselt.